# کارتون مطبوعاتی

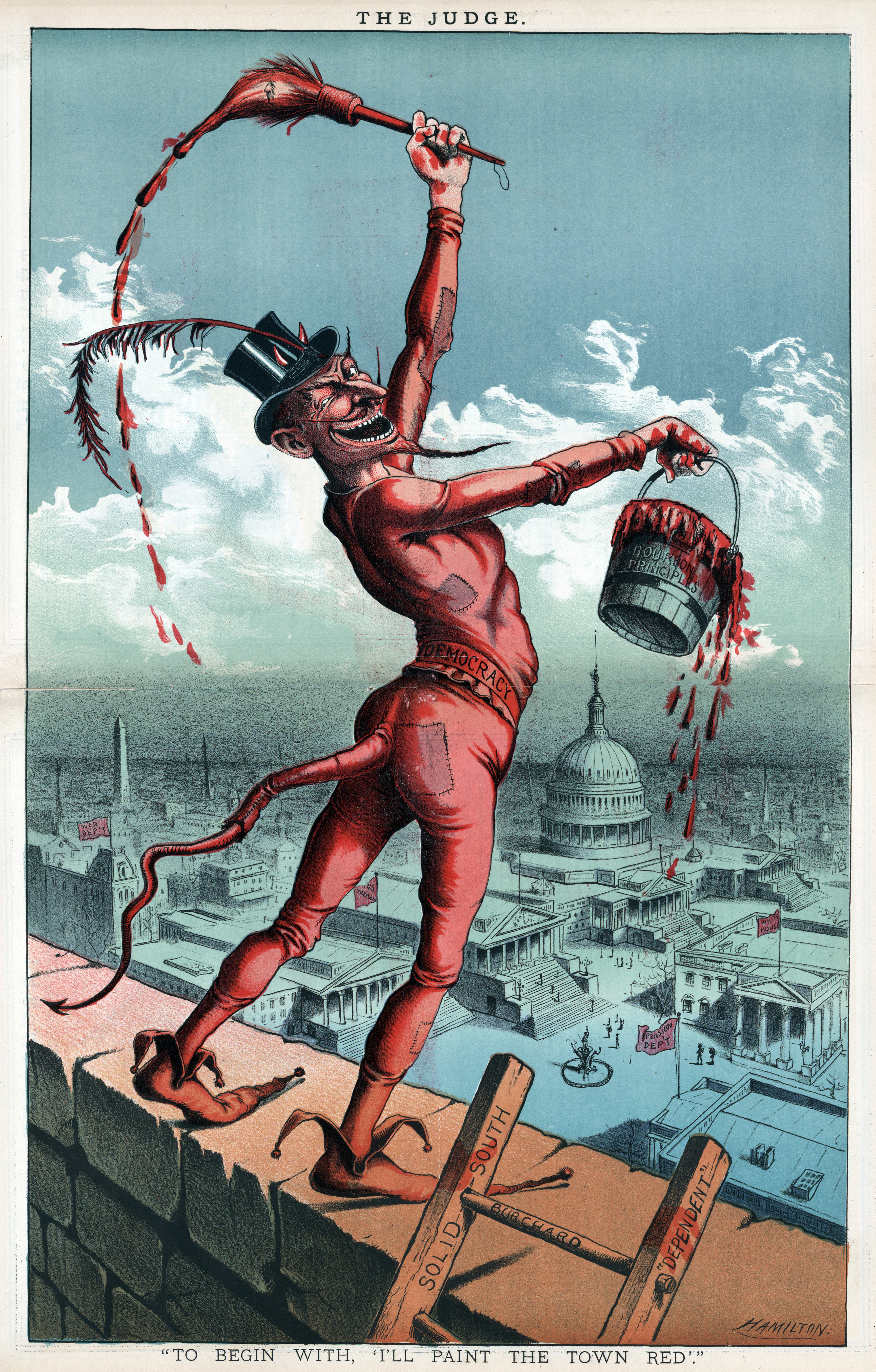
یک نمونه از کارتونهای سرمقاله ای توسط همیلتون، ژانویه ۱۸۸۵

کارتون‌های مطبوعاتی یا کارتون‌های سرمقاله‌ای کارتون‌هایی هستند که در روزنامه های جهان چاپ می‌شوند و رخدادهای جامعه را به شکل تصاویر طنز آلود بیان می‌کنند. این وقایع رخدادهایی هستند که افکار جامعه را تحت تأثیر قرار می‌دهند، فرضاً اگر بحث امروز جامعه انرژی هسته‌ای است بالطبع مطبوعات نیز ضمن مخابره خبرهای مربوط به آن از تحلیلگران سیاسی یا نویسندگان و محققین مطلع می‌خواهند تا مطالعات و نتیجه تحقیقات خود را در این زمینه منتشر کنند، در کنار آن «کارتونیست‌ها» نیز با قلم خود به کندوکاو پرداخته و با زبان کارتون به افشاگری می‌پردازند و در کنار مقاله‌های اصلی کارهای خود را به نمایش می‌گذارند.

یکی از کارتونیست‌های بزرگ این عرصه دیوید لو David Low بود. او با آثارش همه رخدادهای مهم جهان را زیر نظر گرفته و بلافاصله با تحلیل منطقی عصاره تفکرات خود را در اختیار مخاطبین قرار می‌داد.

در ایران نیز مسعود مهرابی و توکا نیستانی از کارتونیست‌های بزرگ این عرصه هستند.
هر کشوری به موازات آزادی‌هایی که در عرصه مطبوعات بدست آورده کارتونیست‌هایی نیز دارد که بدون هرگونه مماشات و هراسی رخدادهای حساس و مهم را به تصویر می‌کشند، ارزش طرح‌های این هنرمندان در بیشتر مواقع چیزی کمتر از مقاله‌های تحلیلگران نیست.

## کارتون‌های سیاسی
این دسته از کارتونها در هر کجای دنیا به وفور به چاپ می‌رسند و بستر اصلی این آثار روزنامه‌ها هستند، و به لحاظ آن‌که پیام‌های خود را به‌طور غیرمستقیم و با طنز بیان می‌کنند تأثیر بسیاری بر مخاطبین خود می‌گذارند. آثار کارتونیست‌های این گروه به جهت گسترش نگاه تیز و منتقدانه به مسایل جامعه بسیار با ارزشند چیزی که برای ارتقاء سطح آگاهی‌های طبقاتی مردم بویژه طبقه متوسط بسیار راه گشاست.

هر خبر مهم دربارهٔ دولتمردان و اخبار سایر کشورها می‌تواند طعمهٔ مناسبی برای کارتونیست‌های سیاسی باشد. یک کارتونیست سیاسی به لحاظ تماس دائم با مسایل داخلی کشور خود و دیگر کشورهای جهان زودتر از همه به تحلیل رویدادهای مختلف پرداخته و واقعیت را آن‌گونه که می‌اندیشد بازگو می‌کند. این دسته از کارتون‌ها نیز به نوبه خود به دسته‌های دیگری تقسیم می‌شوند، آنها که عامه پسندند و آنانکه با ظرافت‌های بیشتری تولید می‌شوند و محافل روشنفکری را نیز پوشش می‌دهند، و دسته‌ای که خود را به کارتون‌های سرمقاله‌ای نزدیک می‌کنند. متأسفانه در جوامعی که نظامهای دیکتاتوری بر آنان حکومت می‌کنند برای پدید آورندگان این آثار حد و مرزهای زیادی وجود دارد و مجازات‌های سختی نیز در نظر گرفته می‌شود، این نوع برخورد با کارتونیست‌ها خود عاملی است برای آنکه بسیاری از مفاسد قدرتمندان از چشم مردم مخفی بماند.